# Anapisona bordeaux
Espèce
Anapisona bordeaux est une espèce d'araignées aranéomorphes de la famille des Anapidae.

## Distribution
Cette espèce se rencontre aux îles Vierges des États-Unis à Saint John et au Brésil au Rio Grande do Sul,,.

## Description
Le mâle holotype mesure 2,27 mm.
La femelle décrite par Ott et Brescovit en 2003 mesure 1,92 mm

## Étymologie
Son nom d'espèce lui a été donné en référence au lieu de sa découverte, le mont Bordeaux.

## Publication originale
- Platnick & Shadab, 1979 : A review of the spider genera Anapisona and Pseudanapis (Araneae, Anapidae). American Museum Novitates, no 2672, p. 1-20 (texte intégral).